# Andrzej Krzeczunowicz
Andrzej Krzeczunowicz (ur. 20 listopada 1930 we Lwowie, zm. 17 listopada 2020 w Warszawie) – polski dziennikarz i dyplomata, wieloletni pracownik Rozgłośni Polskiej Radia Wolna Europa (1954–1988), ambasador RP w Belgii i Luksemburgu, przy NATO i Unii Zachodnioeuropejskiej (1992–1997), prezes Związku Pisarzy Polskich na Obczyźnie (od 2010).

## Życiorys
Jest synem Kornela Krzeczunowicza (1894–1988) i Heleny z d. Lubienieckiej, wnukiem Aleksandra (1863–1922), prawnukiem Kornela (1815–1881), praprawnukiem Waleriana (1790–1866); spadkobiercą po dawnym majątku rodzinnym w Bołszowcach na kresach.
Po wybuchu II wojny światowej znalazł się z rodzicami na emigracji. W 1952 ukończył studia historyczne na Uniwersytecie St. Andrews. W 1954 podjął pracę w Rozgłośni Polskiej Radia Wolna Europa, najpierw jako tłumacz, od 1956 w redakcji dziennika radiowego, następnie jego kierownik, wreszcie od 1983 zastępca dyrektora Rozgłośni Polskiej RWE. Pracę w Rozgłośni zakończył w 1988. W latach 1989–1992 był dyrektorem Biblioteki Polskiej i Muzeum Adama Mickiewicza w Paryżu. W 1992 został mianowany ambasadorem RP w Belgii i Luksemburgu oraz Stałym Przedstawicielem RP przy NATO i Unii Zachodnioeuropejskiej w randze ambasadora. Pełnił te funkcje do 1997. Był członkiem zespołu rządowego prowadzącego negocjacje w sprawie wejścia Polski do NATO. Procesowi negocjacji poświęcił książkę Krok po kroku – polska droga do NATO (wyd. 1999). Jest członkiem Związku Polskich Kawalerów Maltańskich (w latach 1997-2002 był jego II wiceprezydentem) i Związku Pisarzy Polskich na Obczyźnie (którym kieruje od 2010).
W 2014 opublikował książkę Bołszowce. Wspomnienie z dzieciństwa na Kresach.
W 1997 został odznaczony Krzyżem Komandorskim Orderu Odrodzenia Polski.